# Claudia Montero
Claudia Montero (Buenos Aires, 25 de juny 1962 - València, 16 de gener de 2021) va ser una compositora argentina, guanyadora de quatre Premis Grammy Llatins per millor obra clàssica contemporània a 2014, 2016 i 2018, i per millor àlbum de música clàssica a 2018.

## Biografia
Montero va nàixer a Buenos Aires el 25 de juny 1962. Als 9 anys, va començar el seu vincle musical després d’escoltar un piano a la televisió. L’emoció que li va transmetre l’experiència va fer que demanara al seus pares estudiar piano. Als deu anys va iniciar la seva formació com a pianista al Conservatori de Música Alberto Ginastera de la seva ciutat natal en l’especialitat de piano, tot i que posteriorment, per raons d'accessibilitat, va haver de canviar l'estudi del piano pel de la guitarra. Als 13 anys tenia clar que el seu futur estaria lligat al de la composició, ja que a aquesta edat ja era conscient de la facilitat per generar idees musicals.
Quan va tindre l’edat de començar a cursar estudis superiors, va preferir començar els seus estudis en enginyeria, degut a la seva passió per la ciència. Tot i això, aquesta elecció no la va allunyar de la seva convicció per convertir-se en compositora. Va completar dos cursos de l'enginyeria, però va adonar-se’n que havia de rebre una bona formació acadèmica si volia dedicar-se professionalment a la composició. És en aquell moment quan, amb 19 anys, abandona els estudis d'enginyeria per estudiar al Conservatori Alberto Ginastera de Buenos Aires a les especialitats de Pedagogia Musical i Composició, on es va llicenciar l’any 1988.
L'any 2002 es trasllada a la ciutat de València (Espanya) degut a la situació política i econòmica del país, arran del corralito, i aprofitant l’origen espanyol de la seua família paterna (els seus avis paterns i el seu pare eren espanyols), on va cursar un mestratge en Estètica i Creativitat Musical a la Universitat de València.
Durant la seua carrera va realitzar composicions per a solistes com Floraleda Sacchi, Allison Brewster, Marcelo Brú, Guillermo Anad i Piero Bonaguri; i va treballar amb agrupacions com l'Orquestra de Cambra de Buenos Aires, l'Orquestra de Cambra de Jerez, la Sinfonietta de París, la Filharmònica de Torí i l'Orquestra de Cambra de Grossetto, entre d'altres. Des del 1993 fins a la seua mort, va estrenar tota la seua obra en aquestes i altres agrupacions. El 2020 va ser nomenada compositora resident al Palau de la Música de València i Orquestra de València.
La seua carrera com a compositora va arribar a la seua màxima esplendor quan va ser guardonada amb el Premi Grammy Llatí en la categoria de millor obra clàssica contemporània en tres ocasions (el 2014, el 2016 i el 2018), i en la categoria de millor àlbum de música clàssica el 2018 per Mágica y misteriosa. Va obtenir altres guardons i reconeixements com el Premi de Composició René Teseu en 2000, el Premi de Composició ADOMU el 2001 i el Premi Pilares de la Cultura en l'edició del 2016. A més, Claudia Montero va ser també membre de la IAWM (International Alliance Women in Music).
Com a compositora i conferenciant ha estat convidada a festivals internacionals de música tals com el Festival de Cagliari (Itàlia), Festival Internacional A Ribes del Guadalquivir (Espanya), Festival de Música d'Ayamonte (Espanya), Gitarrenland Festival (Alemanya/França), Trobada Iberoamericana de la Dona a l'Art a la Universitat d'Alcalá, Nimus Festival (Sèrbia), Festival Internacional de Música de l'Havana, Sèrie: From the End of the World Taiwan, en els quals s'han realitzat estrenes i primeres audicions de les seves obres, amb important repercussió als mitjans.
A més, va rebre nombrosos encàrrecs de solistes de les orquestres més prestigioses de Buenos Aires, i orquestres de cambra a l'Argentina, així com també a Espanya i la resta d'Europa, que inclouen: l'Orquestra de Cambra de Buenos Aires, Orquestra Crescendo, Orquestra de Cambra de l'Honorable Congrés de la Nació, Orquestra de Cambra de Jerez, Orquestra Pau Casals, Sinfonietta de París, Quintet Maganos (Itàlia), Quartet Almus (Espanya), Kamer Quartet, Duo Barrenechea-Cap (Mèxic-Espanya), Billroth String Quartet, American String Quartet, Floraleda Sacchi (harp), Il Concerto Accademico, Quartet a U, Trio Luminar (Argentina), Brouwer Trio, Orquestra Simfònica de Neuquén, Sinfonieorchester Kusel, Orquestra de la Universitat de Hsinchu, (Taiwan) Orquestra de la Universitat de Taipei, Orquestra Filharmònica de Torí, Orquestra Simfònica Provincial de Salta, Orquestra Simfònica de Tucumán, Orquestra Simfònica de Rosario, Orquestra Filharmònica de Liverpool.
Com a docent, va pertànyer al Cos de Catedràtics de Música i Arts Escèniques de la Generalitat Valenciana. Va començar a desenvolupar la seva carrera laboral al Conservatori Superior de Música Óscar Esplà d'Alacant el 2003. Posteriorment, va exercir de professora a l'àrea de Composició del Conservatori Superior de Música Salvador Seguí de Castelló fins al 2017. Finalment, a L'octubre de 2020 va començar a fer classes d'anàlisi i pràctica harmònico-contrapuntística al Conservatori Superior de Música «Joaquín Rodrigo» de València.

De la seua doble carrera com a docent i compositora, Montero va dir en una entrevista:
[...]ser compositora em permet desenvolupar la meva creativitat, el meu contacte amb el món interior i exterior, la docència és el contacte amb les ganes d'aprendre i de lliurar el coneixement i experiència, i nodrir-me de les inquietuds i desenvolupar un lliurament personal acompanyant cada futur compositor en el camí de recerca.
El 16 de gener de 2021, Montero va morir al seu domicili de la ciutat de València a l'edat de cinquanta-vuit anys a causa d’una llarga malaltia. Els mitjans generalistes regionals es van fer eco de la noticia, que en canvi va tenir poc ressò internacional. Al juliol de 2020, Montero s'havia vinculat com a compositora resident del Palau de la Música i es trobava treballant en una obra titulada Ave Fénix Symphony, que va deixar incompleta.

## Estil compositiu
Claudia Montero presenta en les seues obres una estètica neoromàntica pròpia dels compositors llatinoamericans de la primera meitat del segle XX com Piazolla, Villa-Lobos o Ginastera, entre d'altres. Del seu procés compositiu, l’autora va comentar en una entrevista:
És un procés en general curt en l'execució, però és llarg al meu interior. Abans de començar una obra dedico molt de temps a l'estudi del repertori, de l'instrument per al qual compondré, després vaig venir una fase en què em nodreixo només a través de l'escolta, i després el meu contacte amb la música des del piano, escric tot en manuscrit, i finalment edito la partitura. Treballo sobre força pressió a causa dels temps que tinc per compondre, però en el meu cas és un factor d'estímul
 Claudia Montero va definir en diverses ocasions la seva pròpia música com un reflex de si mateixa: passional, de vegades malenconiós i en alguns moments accelerada fins a nivells vertiginosos. La seva música, dotada d'una gran càrrega emocional, és capaç de connectar fins i tot amb aquells oients que no estan familiaritzats amb el món complex de la música contemporània. La recerca d'un rigor formal gairebé obsessiva així com un gran respecte cap a les jerarquies melòdica, rítmica i harmònica, són elements que marcaren el seu procés creatiu cap a la composició d'obres en què l'ús de contrastos rítmics, deformacions melòdiques, harmonies simples i recursos lírics es converteixen en elements que defineixen el seu estil personal, sempre impregnat de matisos que transporten a la seva terra, a les seves arrels.

## Obres rellevants
Al seu catàleg d'obres podem trobar al voltant de quaranta composicions, i és destacable el fet que totes han estat estrenades, probablement perquè moltes de les seves composicions són encàrrecs duts a terme per rellevants formacions i entitats musicals, tant en l'àmbit de la música solista com en el de la música de cambra i la música orquestral. Les obres de Claudia Montero estan editades per Piles Editorial, Ut Orpheus (Itàlia) i Brotons & Mercadal Ediciones, i a partir del 2017 en exclusivitat amb Furore Verlag.
La compositora argentina va destacar en tots els àmbits, des de la música solista, cambrística, orquestral i vocal:
- En l’àmbit de música de cambra abraça obres musicals per a una àmplia varietat d'agrupacions com, per exemple, quartets i quintets de corda, trios de violí, violoncel i piano o guitarra i flauta.
- Presenta obra per a instruments solistes entre els quals s'inclou piano, guitarra i arpa, veu acompanyada de guitarra o piano.
- Entre les obres simfòniques, concerts per a solista i orquestra i fins i tot peces per a veus i orquestra o orquestra de cordes.

En la seua producció destaquen les obres que inclouen la guitarra, conseqüència dels seus estudis de joventut amb l’instrument. Entre les principals destaca la Suite de los Buenos Aires per a flauta i guitarra (encàrrec del guitarrista alemany Wolfgang Weigel de l’any 2004 a 2005); Tres canciones orilleras: En silencio, Revelación y El Clavel (comissionades pel mateix Weigel i el baríton Héctor Guedes sobre textos de Evaristo Carriego, durant els anys 2005 i 2006); Tres Colores Porteños (composta l'any 2014 com un encàrrec per al guitarrista i professor del Conservatori Professional de Música José Iturbi de València José Luis Ruiz del Puerto); Lágrimas de Buenos Aires (petit preludi per a guitarra, encàrrec del guitarrista Piero Bonauguri); Luces y Sombras (concert per a guitarra i orquestra compost l’any 2017 i que va guanyar el premi Grammy a la millor composició clàssica contemporània el 2018); la peça Suite del Romancero Gitano (per a guitarra sola, el 2018), que acompanya el text del Romancero gitano de Federico García Lorca) i Sueños de Miel y Almendra (encàrrec per al guitarrista i catedràtic Fernando Espí Cremades el 2019).

Amb relació a les obres d'orquestra i solista, la temporada de 2017 va obtenir un èxit rotund amb l'estrena del seu concert per a piano i orquestra Blanco y negro amb l'Orquestra RTE sota la batuta del mestre David Brophy dins del marc del Galway International Arts Festival i seguit d'un segon concert també amb la RTE al Dublin National Hall a Irlanda. Sobre el concert Blanco y Negro, el director de l’estrena, David Brophy, va comentar en una entrevista:
El concert és per a piano i cordes […] està molt arrelat a la música tradicional sud-americana, que es pot escoltar de seguida, però també hi ha una mena de malenconia darrere de la música que probablement hi ha darrere de tota gran música; pensa en la gran música irlandesa o en la gran música russa, tens aquest element malenconiós. No és tristesa, només un sentit elegíac o anhel de temps més antics i que està arrelat a les tradicions de la Clàudia d'aquella part del món. […] El seu concert és molt accessible i una peça fascinant. Tinc moltes ganes de jugar-hi. Sé que la Clare està molt encantada amb la peça; Vaig obtenir la puntuació per primera vegada fa tres mesos i vaig pensar que era fantàstic. Crec que és una d'aquelles peces que escoltes per primera vegada i t'agraden de seguida. Ella vindrà a Galway per a l'estrena. És un gran problema, esperem gravar-lo també i que sigui un èxit per a ella i potser guanyarà un altre Grammy per això. Crec que serà un plaer per als assistents a concerts de Galway.
Seguidament es va estrenar el Concert per a Guitarra i Orquestra amb l'Orquestra de València al Palau de la Música de la mateixa ciutat i es va tocar el Concert per a Violí i Orquestra de Cordes amb la Baltic Neopolis Orchestra, i amb l'Orquestra de Cambra de Buenos Aires a l'Argentina. El 2018, la Liverpool Philharmonic li va comissionar l'obra Aires del Sur, per a acordió i orquestra, i va rebre la seva estrena el març de 2019 a Liverpool dirigida per Vasily Petrenko i l'acordionista Ksenija Sidorova. L'obra va ser estrenada per la Filharmònica de Múnic dirigida per Gustavo Gimeno.
Com es pot comprovar, en la seua producció predomina la utilització d'instruments de corda per damunt dels de vent. Ella mateixa reconeixia el seu bon vincle amb aquests instruments, ja que «la corda té una vibració especial amb el propi cos i l'ànima», contraposant la idea de no sentir afinitat amb instruments com la trompeta o la tuba, cosa que no li permetia transmetre'n el llenguatge al seu través. La necessitat de mostrar-se fidel a la seva personalitat compositiva la va portar a rebutjar feines per a formacions en què no sentia fluir amb naturalitat el llenguatge cap a la transmissió d'un missatge.

## Enregistraments i interpretacions
Moltes d'aquestes obres han estat enregistrades pels mateixos intèrprets. Exemple d'això és la gravació de Tres Colores Porteños per José Luis Ruiz del Puerto inclosa al seu CD titulat Sonidos de Mujer, obras para guitarra. També destaca l’enregistrament de per del guitarrista Piero Bonauguri que inclogué aquesta peça al seu CD titulat Homenaje a Rodrigo i Tárrega. Finalment, Sueños de Miel y Almendra va ser enregistrada per Fernando Espí Cremades al seu disc del mateix nom. També és destacable la gravació de la seua obra Corpus de Cuerdas con Cuerdas, per a piano i cordes, obra encarregada per Allison Brewster i Carlos Franzetti per a incloure-la al seu CD Luminosa.
Les seues obres van estar interpretades en més de 60 ocasions durant 2018 i més de 75 el 2019, en alguns països com Espanya, França, Itàlia, Alemanya, Estats Units, Sèrbia, Mèxic, Uruguai, Rússia, Turquia, Corea del Sud, Anglaterra, Irlanda. Així mateix la seua música de cambra va ser executada en més de 40 concerts a Europa i Amèrica durant la temporada 2017-2018.
Després de morir, la seua música ha continuat interpretant-se en diversos concerts específics, com el concert d’abonament del dia 26 de febrer en el Palau de les Arts Reina Sofía, el concert del 6 de març del 2022 per la Camerata Argentina de Dones en el Centre Cultural Kirchner i el Concierto Homenaje Claudia Montero organitzat pel Ateneu Mercantil de València el 26 de Juny de 2022 en artistes convidats com Ana María Archilés, Lucía Martínez Molina, Brower Trio i Montero String Quartet.

## Premis
En vida, va obtindre diversos premis, entre els quals destaquen els quatre premis Grammy:
- Millor composició clàssica contemporània per Concerto for Violin and Orchestra[21][22] el 2014.
- Millor composició clàssica contemporània per Cuarteto para Buenos Aires[23] (quartet de corda) el 2016.
- Millor àlbum de música clàssica contemporània Mágica y Misteriosa per al 2018.
- Millor composició clàssica contemporània per Luces y sombras. Concierto para guitarra y orquesta de cuerdas[24] el 2018.

A més, va rebre en vida altres premis com el Premi de Composició René Teseu en 2000, el Premi de Composició ADOMU el 2001 i el Premi Pilares de la Cultura en l'edició del 2016.

Sobre els seus premis Grammys, la compositora va ser preguntada en una entrevista si aquestos premis la van ajudar (quan a soles havia rebut els dos primers el 2014 i el 2016) i ella va afirmar:
Sí, ayudan, dan visibilidad, y eso es un círculo en el cual las propuestas se acrecientan en número y calidad. También hay una cara no tan agradable y es la presión que estos reconocimientos te imponen, cada obra, cada avance está desde una mirada muy intensa del entorno, y es inevitable que esa presión caiga sobre los compositores que tenemos estos reconocimientos.